# Егільмар І
Егільмар І (нім. Egilmar I.; бл. 1040 — до 1112) — 1-й граф Ольденбургу, засновник Ольденбурзької династії.

## Життєпис
Ймовірно, належав до франкської знаті з Вестфалії, можливо, Оснабрюка. За жіночою лінією вважається нащадком вождя саксів Відукінда, проте це не достеменно.
Вперше письмово згадується 1091 року в документах Лімара, архієпископа Бремен-Гамбургу як свідок у судовому процесі, який відбувся за кілька років до того. В той час він титулювався як граф Лерігау і Газегау.
Трохи раніше пошлюбив Риксу, яка була донькою Деді (Дедо), що ототожнюють з Деді фон Ґосеком, пфальцграфом Саксонії. Тим самим вона могла бути небогою архієпископа Адальберта Бременського. Матір'ю була Іда фон Ельсдорф, небога імператора Генріха III. Цим пояснюється піднесення Егільмара І, який до шлюбу напевне був бурграфом замку Яделе, відповідав за захист Бременської єпархії від фризів.
Вів тривалі війни проти північних фризів. 1108 року вперше згадано як графа Ольденбург, хоча саме місто ще не було резиденцією Егільмара І. Того ж року віддалився до монастиря Убург, передавши владу синам. Помер до 1112 року.

## Родина
Дружина — Рикса
Діти:
- Крістіан, граф Лерігау
- Егільмар (1085—1142), граф Ольденбургу
- Гертруда